# Мунги Бауенди
 Мунги Габриел Бауенди (на арабски: منجي الباوندي) е американски химик от от френско-тунизийски произход, професор в Масачузетския технологичен институт. Бауенди е известен с напредъка си в химическото производство на квантови частици. През 2023 г. е удостоен с Нобелова награда за химия.